# Campionato asiatico e oceaniano femminile di pallavolo 2013
Il campionato asiatico e oceaniano femminile di pallavolo 2013 si è svolto dal 13 al 21 settembre 2013 a Nakhon Ratchasima, in Thailandia. Al torneo hanno partecipato 16 squadre nazionali asiatiche ed oceaniane e la vittoria finale è andata per la seconda volta alla Thailandia.

## Impianti
|                                                                                                  |                                                                                       |
|                                                                                                  |                                                                                       |
| 5th December 2007 Sports Complex Città: Nakhon Ratchasima Capienza: 20.141 Anno d'apertura: 2007 | The Mall Nakhon Ratchasima Città: Nakhon Ratchasima Capienza: - Anno d'apertura: 2000 |

## Regolamento
Le sedici squadre partecipanti sono state divise in quattro gironi: al termine della prima fase, le prime due classificate di ogni girone hanno acceduto ai gironi per definire l'abbinamento dei quarti di finale per il primo posto, conservando il risultato dello scontro diretto, mentre le ultime due classificate di ogni girone hanno acceduto ai gironi per definire l'abbinamento per le semifinali per il nono e per il tredicesimo posto, conservando il risultato dello scontro diretto (le prime due classificate hanno acceduto alle semifinali per il nono posto, mentre le ultime due classificate hanno acceduto alle semifinali per il tredicesimo posto); le squadre sconfitte ai quarti di finale per il primo posto hanno acceduto alle semifinali per il quinto posto.

## Gironi
| Girone A                                 | Girone B                  | Girone C                             | Girone D                                       |
| ---------------------------------------- | ------------------------- | ------------------------------------ | ---------------------------------------------- |
| Australia Kazakistan Mongolia Thailandia | Cina Filippine Iran India | Giappone Hong Kong Indonesia Vietnam | Corea del Sud Birmania Sri Lanka Taipei cinese |

## Fase finale

### Finale 1º e 3º posto
|  | Quarti        | Quarti   |               |               | Semifinale         | Semifinale         |  |  | Finale 1º/2º posto | Finale 1º/2º posto |
|  |               |          |               |               |                    |                    |  |  |                    |                    |
|  |               |          |               |               |                    |                    |  |  |                    |                    |
|  |               |          |               |               |                    |                    |  |  |                    |                    |
|  | Thailandia    | 3        |               |               |                    |                    |  |  |                    |                    |
|  | Thailandia    | 3        |               |               |                    |                    |  |  |                    |                    |
|  | Taipei cinese | 0        |               |               |                    |                    |  |  |                    |                    |
|  | Taipei cinese | 0        | Thailandia    | 3             |                    |                    |  |  |                    |                    |
|  |               |          | Thailandia    | 3             |                    |                    |  |  |                    |                    |
|  |               | Cina     | 2             |               |                    |                    |  |  |                    |                    |
|  | Cina          | Cina     | 2             | 3             |                    |                    |  |  |                    |                    |
|  | Cina          |          |               | 3             |                    |                    |  |  |                    |                    |
|  | Vietnam       | 0        |               |               |                    |                    |  |  |                    |                    |
|  | Vietnam       | 0        | Thailandia    | 3             |                    |                    |  |  |                    |                    |
|  |               |          | Thailandia    | 3             |                    |                    |  |  |                    |                    |
|  |               | Giappone | 0             |               |                    |                    |  |  |                    |                    |
|  | Corea del Sud | Giappone | 0             | 3             |                    |                    |  |  |                    |                    |
|  | Corea del Sud |          |               | 3             |                    |                    |  |  |                    |                    |
|  | Kazakistan    | 0        |               |               |                    |                    |  |  |                    |                    |
|  | Kazakistan    | 0        | Corea del Sud | 1             | Finale 3º/4º posto | Finale 3º/4º posto |  |  |                    |                    |
|  |               |          | Corea del Sud | 1             | Finale 3º/4º posto | Finale 3º/4º posto |  |  |                    |                    |
|  |               | Giappone | 3             |               |                    |                    |  |  |                    |                    |
|  | Giappone      | Giappone | 3             | 3             | Cina               | 2                  |  |  |                    |                    |
|  | Giappone      |          |               | 3             | Cina               | 2                  |  |  |                    |                    |
|  | Iran          | 0        |               | Corea del Sud | 3                  |                    |  |  |                    |                    |
|  | Iran          | 0        |               |               | 3                  |                    |  |  |                    |                    |
|  |               |          |               |               |                    |                    |  |  |                    |                    |
|  |               |          |               |               |                    |                    |  |  |                    |                    |

### Finale 5º e 7º posto
|  | Semifinali    | Semifinali    | Semifinali |            |         | Finale 5º/6º posto | Finale 5º/6º posto | Finale 5º/6º posto |  |
|  |               |               |            |            |         |                    |                    |                    |  |
|  | Taipei cinese | Taipei cinese | 2          |            |         |                    |                    |                    |  |
|  | Taipei cinese | Taipei cinese | 2          |            |         |                    |                    |                    |  |
|  | Vietnam       | Vietnam       | 3          |            |         |                    |                    |                    |  |
|  | Vietnam       | Vietnam       | 3          |            | Vietnam | Vietnam            | 2                  |                    |  |
|  |               |               |            |            | Vietnam | Vietnam            | 2                  |                    |  |
|  |               |               | Kazakistan | Kazakistan | 3       |                    |                    |                    |  |
|  | Kazakistan    | Kazakistan    | Kazakistan | Kazakistan | 3       | 3                  |                    |                    |  |
|  | Kazakistan    | Kazakistan    |            |            |         | 3                  |                    |                    |  |
|  | Iran          | Iran          | 1          |            |         | Finale 7º/8º posto | Finale 7º/8º posto | Finale 7º/8º posto |  |
|  | Iran          | Iran          | 1          |            |         |                    |                    |                    |  |
|  |               |               |            |            |         |                    |                    |                    |  |
|  |               |               |            |            |         | Iran               | Iran               | 0                  |  |
|  |               |               |            |            |         | Iran               | Iran               | 0                  |  |
|  |               |               |            |            |         | Taipei cinese      | Taipei cinese      | 3                  |  |

### Finale 9º e 11º posto
|  | Semifinali | Semifinali | Semifinali |           |           | Finale 9º/10º posto  | Finale 9º/10º posto  | Finale 9º/10º posto  |  |
|  |            |            |            |           |           |                      |                      |                      |  |
|  | Australia  | Australia  | 3          |           |           |                      |                      |                      |  |
|  | Australia  | Australia  | 3          |           |           |                      |                      |                      |  |
|  | Filippine  | Filippine  | 0          |           |           |                      |                      |                      |  |
|  | Filippine  | Filippine  | 0          |           | Australia | Australia            | 3                    |                      |  |
|  |            |            |            |           | Australia | Australia            | 3                    |                      |  |
|  |            |            | Indonesia  | Indonesia | 0         |                      |                      |                      |  |
|  | India      | India      | Indonesia  | Indonesia | 0         | 1                    |                      |                      |  |
|  | India      | India      |            |           |           | 1                    |                      |                      |  |
|  | Indonesia  | Indonesia  | 3          |           |           | Finale 11º/12º posto | Finale 11º/12º posto | Finale 11º/12º posto |  |
|  | Indonesia  | Indonesia  | 3          |           |           |                      |                      |                      |  |
|  |            |            |            |           |           |                      |                      |                      |  |
|  |            |            |            |           |           | Filippine            | Filippine            | 0                    |  |
|  |            |            |            |           |           | Filippine            | Filippine            | 0                    |  |
|  |            |            |            |           |           | India                | India                | 3                    |  |

### Finale 13º e 15º posto
|  | Semifinali | Semifinali | Semifinali |           |          | Finale 13º/14º posto | Finale 13º/14º posto | Finale 13º/14º posto |  |
|  |            |            |            |           |          |                      |                      |                      |  |
|  | Mongolia   | Mongolia   | 3          |           |          |                      |                      |                      |  |
|  | Mongolia   | Mongolia   | 3          |           |          |                      |                      |                      |  |
|  | Birmania   | Birmania   | 0          |           |          |                      |                      |                      |  |
|  | Birmania   | Birmania   | 0          |           | Mongolia | Mongolia             | 1                    |                      |  |
|  |            |            |            |           | Mongolia | Mongolia             | 1                    |                      |  |
|  |            |            | Hong Kong  | Hong Kong | 3        |                      |                      |                      |  |
|  | Sri Lanka  | Sri Lanka  | Hong Kong  | Hong Kong | 3        | 0                    |                      |                      |  |
|  | Sri Lanka  | Sri Lanka  |            |           |          | 0                    |                      |                      |  |
|  | Hong Kong  | Hong Kong  | 3          |           |          | Finale 15º/16º posto | Finale 15º/16º posto | Finale 15º/16º posto |  |
|  | Hong Kong  | Hong Kong  | 3          |           |          |                      |                      |                      |  |
|  |            |            |            |           |          |                      |                      |                      |  |
|  |            |            |            |           |          | Birmania             | Birmania             | 1                    |  |
|  |            |            |            |           |          | Birmania             | Birmania             | 1                    |  |
|  |            |            |            |           |          | Sri Lanka            | Sri Lanka            | 3                    |  |

## Podio

### Campione
Formazione: 1 Wanna Buakaew, 2 Piyanut Pannoy, 4 Thatdao Nuekjang, 5 Pleumjit Thinkaow, 6 Onuma Sittirak, 10 Wilavan Apinyapong, 11 Amporn Hyapha, 12 Tapaphaipun Chaisri, 13 Nootsara Tomkom, 15 Malika Kanthong, 16 Porpun Guedpard, 18 Ajcharaporn Kongyot, CT: Kiattipong Radchatagriengkai

### Secondo posto
Formazione: 1 Miyu Nagaoka, 2 Arisa Satō, 3 Saori Kimura, 4 Kanako Hirai, 5 Naoko Hashimoto, 6 Haruka Miyashita, 10 Nana Iwasaka, 12 Yuki Ishii, 13 Risa Shinnabe, 14 Yukiko Ebata, 17 Akari Oumi, 19 Riho Ōtake, CT: Masayoshi Manabe

### Terzo posto
Formazione: 2 Lee Da-yeong, 3 Lee Jae-eun, 5 Kim Hae-ran, 6 Kim Su-ji, 9 Oh Ji-young, 10 Kim Yeon-koung, 11 Park Jeong-ah, 12 Han Song-yi, 14 Pyo Seung-ju, 16 Bae Yoo-na, 18 Lee Jae-yeong, 19 Kim Hee-jin, CT: Cha Hae-won

## Classifica finale
| Classifica | Squadre       | Qualificazione                                                  |
| ---------- | ------------- | --------------------------------------------------------------- |
|            | Thailandia    | Grand Champions Cup 2013 - Campionato asiatico e oceaniano 2015 |
|            | Giappone      | Campionato asiatico e oceaniano 2015                            |
|            | Corea del Sud | Campionato asiatico e oceaniano 2015                            |
| 4          | Cina          |                                                                 |
| 5          | Kazakistan    | Campionato asiatico e oceaniano 2015                            |
| 6          | Vietnam       | Campionato asiatico e oceaniano 2015                            |
| 7          | Taipei cinese | Campionato asiatico e oceaniano 2015                            |
| 8          | Iran          | Campionato asiatico e oceaniano 2015                            |
| 9          | Australia     | Campionato asiatico e oceaniano 2015                            |
| 10         | Indonesia     |                                                                 |
| 11         | India         |                                                                 |
| 12         | Filippine     |                                                                 |
| 13         | Hong Kong     |                                                                 |
| 14         | Mongolia      |                                                                 |
| 15         | Sri Lanka     |                                                                 |
| 16         | Birmania      |                                                                 |